# Puer aeternus
Puer aeternus (Латинська мова означає «вічний хлопчик»; жіноча: puella aeterna; іноді скорочується до puer і puella) у міфології — вічно молодий бог-дитина. В аналітичній психології Карла Юнга цей термін використовується для опису літньої людини, чиє емоційне життя залишилося на підлітковому рівні, що також відоме як «синдром Пітера Пена», пізніша поп-психологічна назва. У концепції Юнга puer зазвичай веде «тимчасове життя» через страх опинитися в ситуації, з якої неможливо вибратися. puer жадає незалежності та свободи, виступає проти кордонів і обмежень і схильний вважати будь-які обмеження нестерпними.

## У міфології
Фраза puer aeternus походить від Metamorphoses, епічний твір римського поета Овідія (43 р. до н. е. — прибл. 17 AD), що стосується грецьких і римських міфів. У поемі Овідій звертається до бога-дитини Іакха як «puer aeternus» і хвалить його за роль в елевсінських містеріях. Пізніше Іакха ототожнюють з богами Діонісом і Еросом. Рuer є богом рослинності та воскресіння; бог божественної молодості, такий як Таммуз, Аттіс і Адоніс.

## У психології Юнга
Швейцарський психіатр Карл Густав Юнг розвинув школу думки під назвою аналітична психологія, відрізняючи її від психоаналізу Зигмунда Фрейда (1856—1939). В аналітичній психології (або «психології Юнга») puer aeternus є прикладом того, що Юнг вважав архетипом, одним із «первинних, структурних елементів людської психіки».
Тінь puer є senex (лат. «старий»), асоціюється з богом Кроносом — дисциплінованим, контрольованим, відповідальним, раціональним, упорядкованим. І навпаки, тінь senex це puer, пов'язане з Гермесом або Діонісом — безмежний інстинкт, безлад, сп'яніння, примха.

Як і всі архетипи, puer є біполярним, демонструючи як «позитивний», так і «негативний» аспект. «Позитивна» сторона puer постає як Божественна дитина, яка символізує новизну, потенціал для зростання, надію на майбутнє. Він також є прообразом героя, яким він іноді стає (наприклад, Геракл). «Негативною» стороною є дитина-чоловік, який відмовляється дорослішати та зустрічати виклики життя лобами, чекаючи натомість, поки його корабель прийде та вирішить усі його проблеми.
«На даний момент людина робить те чи інше… це ще не те, чого насправді хочеться, і завжди є фантазія, що колись у майбутньому станеться справжнє… Єдине, чого всі бояться такий тип людини повинен бути прив'язаний до будь-чого».
«Загальні симптоми puer психології — це сни про ув'язнення і подібні образи: ланцюги, ґрати, клітки, пастка, неволя. Саме життя… сприймається як в'язниця».
Якщо суб'єктом є жінка, латинський термін — puella aeterna, зображена в міфології як Коре (грецьке «діва»). Можна також говорити про puer animus при описі чоловічої сторони жіночої психіки, або a puella anima якщо говорити про внутрішню жіночу складову чоловіка.

### Роботи проpuer aeternus

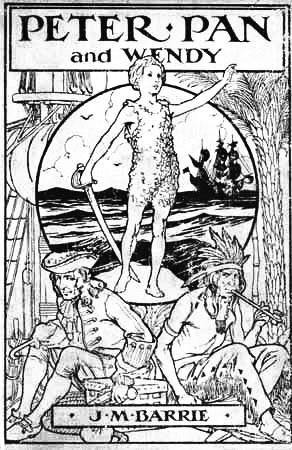
Обкладинка роману Дж. М. Баррі «Пітер і Венді» 1915 року видання

Карл Юнг написав статтю про puer aeternus, під назвою «Психологія архетипу дитини», що міститься в частині IV «Архетипи та колективне несвідоме» (Зібрання творів, том 9i). Аспект героя-дитини та його стосунки з Великою Матір'ю розглядаються в розділах 4 і 5 Частини 2 «Символів трансформації» (CW, т. 5).
У своєму есе «Відповідь Йову» (також включеному до «Психології та релігії: Захід і Схід») Юнг посилається на puer aeternus як фігуру, що представляє майбутній психологічний розвиток людини.
|  | Ця вища і "досконала" (teleios) людина породжена «невідомим» батьком і народжена з Мудрості, і саме вона, в образі puer aeternus—'vultu mutabilis albus et ater'— представляє нашу тотальність, яка виходить за межі свідомості. Саме на цього хлопчика мав перетворитися Фауст, відмовившись від своєї надутої однобічності, яка бачила диявола лише ззовні. Христове «Якщо тільки не станете як діти» передбачає цю зміну, бо в них протилежності лежать поруч; але мається на увазі хлопчик, який народжується зі зрілості дорослого чоловіка, а не несвідома дитина, якою ми хотіли б залишитися. |

Проблема Puer Aeternus — це книга, заснована на серії лекцій, які юнгіанський аналітик Марі-Луїза фон Франц прочитала в Інституті К. Г. Юнга в Цюріху під час зимового семестру 1959—1960 років. У перших восьми з дванадцяти лекцій фон Франц ілюструє тему puer aeternus, розглядаючи історію про Маленького принца з однойменної книги Антуана де Сент-Екзюпері. Решта чотири лекції присвячені вивченню німецького роману Бруно Ґеца Das Reich ohne Raum («Королівство без простору»), вперше опублікованого в 1919 році. Про цей роман фон Франц каже:
|  | Цікаво, що вона була написана і опублікована ще до виникнення нацистського руху в 1933 році, до того, як Гітлер роздумував над своїми хворобливими ідеями. Бруно Ґец, безумовно, мав пророчий дар щодо того, що прийде, і ... його книга передбачила всю нацистську проблему, проливаючи на неї світло під кутом puer aeternus". |

Now or Neverland — книга 1998 року, написана юнгіанським аналітиком Енн Йоман, присвячена puer aeternus у вигляді Пітера Пена, одного з найвідоміших прикладів концепції в сучасну епоху. Книга є психологічним оглядом архетипу вічного хлопчика, від його давніх коренів до сучасного досвіду, включаючи детальну інтерпретацію популярної п'єси Дж. М. Баррі 1904 року та роману 1911 року.
|  | Міфологічно Пітер Пен пов'язаний з [...] молодим богом, який помирає і відроджується... а також з Меркурієм/Гермесом, психопатом і посланцем богів, який вільно пересувається між божественним і людським світами, і, звичайно ж, з великим богом-козлом Пан. [....] У ранніх постановках п'єси Баррі Пітер Пен з'являвся на сцені і з сопілкою, і з живим козлом. Не дивно, що такі неприховані відсилання до хтонічного, часто хтивого і далеко не дитячого бога-козла незабаром були вилучені як з п'єси, так і з роману. |

## Синдром Пітера Пена
Синдром Пітера Пена — популярна психологічна концепція дорослої людини, яка є соціально незрілою. Ця категорія є неформальною, до неї звертаються неспеціалісти та деякі психологи-професіонали в популярній психології. Його не зазначено в Діагностичному та статистичному посібнику з психічних розладів і не визнано Американською психіатричною асоціацією як окремий психічний розлад.
Психолог Ден Кайлі популяризував синдром Пітера Пена у своїй книзі 1983 року «Синдром Пітера Пена: чоловіки, які ніколи не доросли». Його наступна книга «Дилема Венді» (1984) дає поради жінкам, пов'язаним із «Пітером Пенсом», як покращити їхні стосунки.